# Leichtathletik-Junioreneuropameisterschaften 1983
| 7. Leichtathletik-Junioreneuropameisterschaften | 7. Leichtathletik-Junioreneuropameisterschaften |
| ----------------------------------------------- | ----------------------------------------------- |
| Rudolf-Tonn-Stadion in Schwechat                |                                                 |
| Stadt                                           | Schwechat, Österreich                           |
| Stadion                                         | Rudolf-Tonn-Stadion                             |
| Teilnehmende Länder                             |                                                 |
| Teilnehmende Athleten                           |                                                 |
| Wettbewerbe                                     | 38                                              |
| Eröffnung                                       | 25. August 1983                                 |
| Schlussfeier                                    | 28. August 1983                                 |
| Eröffnet durch                                  |                                                 |

Die 7. Leichtathletik-Junioreneuropameisterschaften fanden vom 25. bis 28. August 1983 im Rudolf-Tonn-Stadion in Schwechat (Österreich) statt.
Die Wettkampfergebnisse sind unter Weblinks zu finden.

## Medaillenspiegel
| Medaillenspiegel (Endstand nach 38 Entscheidungen) | Medaillenspiegel (Endstand nach 38 Entscheidungen) | Medaillenspiegel (Endstand nach 38 Entscheidungen) | Medaillenspiegel (Endstand nach 38 Entscheidungen) | Medaillenspiegel (Endstand nach 38 Entscheidungen) | Medaillenspiegel (Endstand nach 38 Entscheidungen) |
| Platz                                              | Land                                               | Gold                                               | Silber                                             | Bronze                                             | Gesamt                                             |
| -------------------------------------------------- | -------------------------------------------------- | -------------------------------------------------- | -------------------------------------------------- | -------------------------------------------------- | -------------------------------------------------- |
| 1                                                  | Deutsche Demokratische Republik                    | 14                                                 | 7                                                  | 7                                                  | 28                                                 |
| 2                                                  | Sowjetunion                                        | 13                                                 | 16                                                 | 5                                                  | 34                                                 |
| 3                                                  | Vereinigtes Königreich                             | 3                                                  | 1                                                  | 9                                                  | 13                                                 |
| 4                                                  | BR Deutschland                                     | 2                                                  | 4                                                  | 4                                                  | 10                                                 |
| 5                                                  | Bulgarien                                          | 2                                                  | 2                                                  | 1                                                  | 5                                                  |
| 6                                                  | Tschechoslowakei                                   | 2                                                  | 0                                                  | 1                                                  | 3                                                  |
| 7                                                  | Italien                                            | 1                                                  | 0                                                  | 1                                                  | 2                                                  |
| 8                                                  | Rumänien                                           | 1                                                  | 0                                                  | 0                                                  | 1                                                  |
| 9                                                  | Polen                                              | 0                                                  | 2                                                  | 2                                                  | 4                                                  |
| 10                                                 | Jugoslawien                                        | 0                                                  | 2                                                  | 0                                                  | 2                                                  |
| 11                                                 | Norwegen                                           | 0                                                  | 1                                                  | 1                                                  | 2                                                  |
| 12                                                 | Albanien                                           | 0                                                  | 1                                                  | 0                                                  | 1                                                  |
| 12                                                 | Österreich                                         | 0                                                  | 1                                                  | 0                                                  | 1                                                  |
| 12                                                 | Ungarn                                             | 0                                                  | 1                                                  | 0                                                  | 1                                                  |
| 15                                                 | Belgien                                            | 0                                                  | 0                                                  | 2                                                  | 2                                                  |
| 15                                                 | Frankreich                                         | 0                                                  | 0                                                  | 2                                                  | 2                                                  |
| 15                                                 | Schweden                                           | 0                                                  | 0                                                  | 2                                                  | 2                                                  |
| 18                                                 | Spanien                                            | 0                                                  | 0                                                  | 1                                                  | 1                                                  |
| Gesamt                                             | Gesamt                                             | 38                                                 | 38                                                 | 38                                                 | 114                                                |